# 25 (album)
25 je kompilacijski album slovenske rock skupine Društvo mrtvih pesnikov, izdan leta 2015 v samozaložbi. Je dvojni album, ki je bil izdan ob 25-letnici delovanja skupine. Nanj so DMP uvrstili svoje največje uspešnice, pa tudi nekatere skladbe, ki so bile iz različnih razlogov medijsko spregledane in bi si po mnenju članov skupine zaslužile večjo pozornost javnosti.
Skladbe so razvrščene kronološko – od najnovejših do starejših. Posebnost sta dva povsem nova posnetka: "Pleši z mano" in "Na polju zlomljenih besed", ki napovedujeta novo ustvarjalno obdobje skupine, ter originalna, še neobjavljena studijska posnetka skladb iz najzgodnejšega obdobja skupine: "Mestni Robin Hood" in "Pomlad narodov". Na dvojnem albumu se tako nahaja 25 skladb, ki zaznamujejo dosedanje ustvarjanje banda, ter 2 nova singla.

## Seznam pesmi
CD 1: 2015–2000
1. "Pleši z mano"
2. "Naftalin"
3. "Komu zvoni"
4. "Kisik"
5. "Nebo nad Berlinom"
6. "Pingvin"
7. "Bojna črta"
8. "V tvojih rokah" (verzija iz 2010)
9. "Pod oblakom" (verzija iz 2010)
10. "Superheroj"
11. "Monsun"
12. "Trampolin"
13. "Na polju zlomljenih besed"
14. "Otrok"

CD 2: 2000–1990
1. "25"
2. "Rabm"
3. "Ti si vse"
4. "Me že ma, da bi te"
5. "Čutm te"
6. "Ti in jaz"
7. "Ustavil bi svet"
8. "Jaz grem s tabo"
9. "Ko te ni"
10. "On the Wrong Side of Town"
11. "Ko prižgeš nov dan"
12. "Mestni Robin Hood"
13. "Pomlad narodov"